# Larry Guth
Lawrence David „Larry“ Guth (1976) é um matemático estadunidense, que trabalha com geometria métrica, combinatória e análise harmônica.

## Biografia
Filho do astrofísico Alan Guth, estudou no Instituto de Tecnologia de Massachusetts (MIT), onde obteve um doutorado em 2005, orientado por Tomasz Mrowka, com a tese Area contracting maps between rectangles. No pós-doutorado esteve na Universidade Stanford e na Universidade de Toronto. Em 2011 foi professor do Instituto Courant de Ciências Matemáticas e em 2012 professor do MIT.
Recebeu o Prêmio Salem de 2013. Foi palestrante convidado do Congresso Internacional de Matemáticos em Hyderabad (2010: Metaphors in systolic geometry. Recebeu o Clay Research Award de 2015. Em 2018 foi eleito membro da Academia de Artes e Ciências dos Estados Unidos.
Para o Congresso Internacional de Matemáticos de 2022 em São Petersburgo está listado como palestrante plenário.

## Obras
- Volumes of Balls in large Riemannian Manifolds, Annals of Mathematics, 173, 2011, 51–76
- com Nets Katz: Algebraic methods in discrete analogues of the Kakeya problem, Advances in Mathematics, 225, 2010, 2828–2839
- Systolic inequalities and minimal hypersurfaces, Geometric and Functional Analysis 19, 2010, 1688–1692
- Notes on Gromov's systolic inequality, Geometriae Dedicata 123, 2006, 113–129
- Width-volume inequality, Geom. Funct. Anal. 17, 2007, 1139–1179, Arxiv
- com Jean Bourgain: Bounds on oscillatory integral operators based on multilinear estimates, Geometric and Functional Analysis 21, 2011, 1239–1295
- Minimax problems related to cup powers and Steenrod squares, Geometry and Functional Analysis, 18, 2009, 1917–1987
- The endpoint case of the Bennett-Carbery-Tao multilinear Kakeya conjecture, Acta Mathematica, 205, 2010, 263–286
- Symplectic embeddings of polydisks, Inventiones Mathematicae, 172, 2008, 477–489
- com Jean Bourgain, Ciprian Demeter: Proof of the main conjecture in Vinogradov's mean value theorem for degrees higher than three, Annals of Mathematics, 184, 2016, 633–682
- Polynomial methods in combinatorics, AMS 2016